# Madona ze Zahražan
Socha Panny Marie s Ježíškem, zvaná Madona ze Zahražan, pochází z bývalého kláštera magdalenitek v Mostě-Zahražanech (1281–1442). Vznikla v 70. letech 14. století. Nyní je umístěna v Národní galerii v Praze.

## Popis a zařazení
Jedná se o sochu z lipového dřeva, výška 84 cm, se zbytky původní polychromie. Výrazně esovitě prohnutá postava Madony drží na pravé paži Ježíška, který prstem na ústech symbolizuje mlčenlivost řádových sester. Oděv Panny Marie obepíná tělo, zdůrazňuje přirozený pohyb a obloukem na pravém boku kompozičně vyvažuje postavu dítěte. Drapérie je rozvedena do propracované soustavy záhybů a kombinuje hluboké příčné prohlubně a složité řasení splývajících dolních cípů šatu. Užití perspektivní zkratky a skloněné pohledy Marie i Ježíška naznačují, že socha byla původně umístěna na vysoké konzole nebo v horní části oltáře.
Zahražanská Madona je příbuzná některým dřevěným trůnícím Madonám ze 70. let (z Hrádku, z Konopiště) a také kamenné soše Madony ze Staroměstské radnice v Praze (1380) a triforiové bustě Blanky z Valois, které jsou dílem svatovítské huti. Figurální typ, shodný se zahražanskou Madonou, se objevuje v knižní malbě (Evangeliář Jana z Opavy, 1368). Kompoziční schéma má svůj předstupeň v Liber viaticus (1354–1364), opakuje se v řadě nástěnných maleb (Karlštejn, Emauzy) a také u postavy sv. Kateřiny na deskové malbě z cisterciáckého kláštera ve Vyšším Brodě (Madona mezi sv. Kateřinou a sv. Markétou, kol. 1360)
Zahražanská Madona je mimořádně kvalitní a stylově vyhraněná řezba, ke které v kontextu středoevropského sochařství třetí čtvrtiny 14. století nelze nalézt paralelní dílenské práce. Představuje důležitý přechodný vývojový stupeň a stylový zlom českého gotického sochařství od Michelské madony k madonám Krásného slohu.

## Kult milostné sochy
Socha madony byla od konce 14. století umístěna na hlavním oltáři klášterního kostela magdalenitek (a po roce 1421 farního chrámu) v Zahražanech uctívána jako zázračná (= milostná, tj. projevující prosebníkům svou milost). Díky popsaným zázračným uzdravením věřících se zahražanský kostel v době baroka stal významným římsko-katolickým poutním místem. Zmínil je již roku 1660 Bohuslav Balbín, a pod něm je Wilhelm Gumppenberg zařadil do mariánského atlasu nejvýznamnějších poutních míst Evropy. Atlas byl v českém prostředí rozšířen a čten zejména v německém překladu cisterciáka Augustina Sartoria z roku 1717. Poutníkům se v něm doporučovalo propojit pouť s Bohosudovem, Mariánskými Radčicemi, Horním Jiřetínem, Chomutovem, Kvínovem a Údlicemi. Poutě byly po částečném poboření kláštera roku 1893 přesunuty do děkanského kostela v Mostě a direktivně zrušeny novým politickým režimem a projektem těžby v mosteckém hnědouhelném revíru po roce 1948. Nové publikace Zahražany mezi poutními místy již neuvádějí.